# Anoura caudifer
Anoura des tunnels
Espèce
Statut de conservation UICN

 LC  : Préoccupation mineure
Répartition géographique
Synonymes
- Anoura caudifera (Geoffroy Saint-Hilaire, 1818)[1]
- Glossophaga caudifer Geoffroy Saint-Hilaire, 1818[1]

Anoura caudifer, l’Anoura des tunnels, est une espèce américaine de chauves-souris de la famille des Phyllostomidae.

## Description
Anoura caudifer a une longueur totale comprise entre 47 et 70 mm, la longueur de l'avant-bras entre 34 et 39 mm, la longueur de la queue entre 3 et 6 mm, la longueur du pied entre 7 et 12 mm, la longueur du oreilles entre 8 et 17 mm et un poids allant jusqu'à 13 g.
La fourrure est dense et soyeuse et couvre la moitié de l'avant-bras et les parties proximales des membranes alaires. La couleur générale du corps est brun foncé, avec la base des poils grisâtre et plus claire dans la zone située sous les yeux et sur le devant et le dos. Les membranes varient du brun foncé au noirâtre. Le museau est allongé et pourvu au bout d'une petite feuille nasale lancéolée. La langue est extensible et équipée de papilles à son extrémité. La lèvre inférieure est allongée, s'étend bien au-delà de la lèvre supérieure et est traversée verticalement par un sillon profond, avec deux callosités de part et d'autre. Les oreilles sont relativement petites, rondes et séparées, l'antitragus est absent tandis que le tragus est court et sans modifications particulières. La queue est rudimentaire et s'étend légèrement au-delà de la membrane interfémorale qui se réduit à une fine membrane le long de la partie interne des membres inférieurs, dont la marge libre est en forme de U inversé. Cette queue la distingue d’Anoura cadenai et d’Anoura latidens. Contrairement à Anoura geoffroyi, la partie des membranes volantes située entre les pattes postérieures n'est pas recouverte de fourrure. Le calcar est bien développé.

## Répartition
Anoura caudifer est présente en Guyane, au Suriname, au Guyana, au Venezuela, en Colombie, en Équateur, au Pérou, en Bolivie, dans le Nord-Ouest de l'Argentine et dans le centre-nord et le Sud-Est du Brésil.
Elle vit dans les forêts tropicales généralement jusqu'à 1 500 mètres d'altitude.

## Comportement

### Habitation
Anoura caudifer vit dans les grottes, les tunnels, les cavités et le feuillage dense des arbres souvent associés à d'autres espèces de chauves-souris comme Anoura geoffroyi, Anoura cultrata, Carollia perspicillata et Pteronotus parnellii. Elle forme des groupes de 5 à 15 individus.

### Alimentation
Elle se nourrit d'insectes, de nectar et de pollen de plantes des familles des Fabaceae, Passifloraceae, Campanulaceae, Bombacaceae, Bromeliaceae, Marcgraviaceae, Myrtaceae, Lythraceae, Malvaceae et Rubiaceae.
Les activités de prédation et d'alimentation commencent environ une heure après le coucher du soleil et ne durent pas plus de six heures.
Anoura caudifer a un métabolisme basal inhabituellement élevé, qui a été mesuré à 28 ml d'O₂/h. Comme elle est capable de maintenir leur température corporelle même à des températures relativement basses, elle a besoin d'un apport calorique élevé pour sa taille et doit visiter environ 800 fleurs pendant au moins quatre heures chaque nuit, parcourant une distance d'environ 50 km chaque nuit.

### Reproduction
Les périodes de reproduction varient dans la vaste aire de répartition. Les études ont généralement montré que les adultes sont fertiles entre août et novembre, pendant la saison des pluies, et stériles le reste de l'année, bien que des exceptions aient été trouvées.
Elle ne s'accouplera probablement qu'une fois par an et donnera naissance à un seul petit. Des femelles gravides furent capturées en Équateur en août, tandis que d'autres allaitantes furent observées au Brésil en octobre.

## Classification
Le nom valide complet (avec auteur) de ce taxon est Anoura caudifer (E.Geoffroy, 1818).
L'espèce a été initialement classée dans le genre Glossophaga sous le protonyme Glossophaga caudifer E.Geoffroy, 1818,.
Ce taxon porte en français le nom vernaculaire ou normalisé suivant : Anoura des tunnels.
Anoura caudifer a pour synonymes :
- Anoura caudifera (E.Geoffroy, 1818)
- Glossophaga caudifer E.Geoffroy, 1818

## Publication originale
- Geoffroy Saint-Hilaire, « Sur de nouvelles chauve-souris, sous le nom de Glossophages », Mémoires du Muséum d'histoire naturelle, France, vol. 4,‎ 1818, p. 411-421 (ISSN 1256-2602, lire en ligne, consulté le 31 mars 2024).